# Ouzouer-sur-Loire
Ouzouer-sur-Loire é uma comuna francesa na região administrativa do Centro, no departamento Loiret. Estende-se por uma área de 34,48 km². Em 2010 a comuna tinha 2 773 habitantes (densidade: 80,4 hab./km²).